# Nenad Gračan
Nenad Gračan, född den 23 januari 1962 i Rijeka, Jugoslavien (nuvarande Kroatien), är en jugoslavisk/kroatisk före detta fotbollsspelare som tog OS-brons med Jugoslavien vid de olympiska sommarspelen 1984 i Los Angeles.